# Christvesper
Die Christvesper (lat. vesper: Abend) ist die in den evangelischen Kirchen übliche Bezeichnung für den Gottesdienst an Heiligabend. Gefeiert wird sie in der Regel zwischen 16 und 18 Uhr. Im Mittelpunkt steht die Weihnachtsgeschichte von der Geburt Jesu nach Lukas 2 . Oftmals geht der Christvesper ein Krippenspiel voraus. Mancherorts ist es üblich, das Krippenspiel in die Christvesper zu integrieren. Die Predigttexte sind austauschbar mit denen der Christnacht.
Liturgisch gesehen entspricht sie der westkirchlichen „Ersten Vesper vom Sonn- und Feiertag“.
In vielen Regionen des Erzgebirges, aber auch im Vogtland und Teilen von Thüringen ist es üblich, das Mettenlicht mit Hilfe von Metten- oder Christlaternen in die Kirchen zu tragen und den Kirchenraum damit zu erhellen.